# Antonija Bernard
Antonija Bernard (v tujini in po nekaterih izdajah v slovenščini znana kot Antonia Bernard), po domače Povhova Tončka, slovenska slovenistka in prevajalka, * 7. maj 1942, Lovrenc na Pohorju, † 8. oktober 2010, Pariz, Francija.

## Življenje
V Pariz je odšla za varuško. Kasneje je vpisala študij francoščine in ruščine na Sorboni. Državni izpit je opravila z odliko, doktorirala pa iz Kopitarja. 

## Delo
Bila je profesorica ruščine na liceju Henrika IV. oz. dolgoletna predstojnica katedre za slovenščino na INALCO - Državnem inštitutu za vzhodne jezike, prav tam tudi direktorica Oddelka za Srednjo in Vzhodno Evropo, pa tudi predsednica francoskega komiteja za slavistiko ter podpredsednica pariškega Inštituta za slovanske študije. Imela je velike zasluge za poučevanje slovenskega jezika v Franciji, kakor tudi za razpoznavnost slovenske književnosti na frankofonskem področju. V francoščino je prevedla štiri romane Borisa Pahorja, pa tudi dela Karla Destovnika Kajuha, Franceta Balantiča, Edvarda Kovača in Draga Jančarja (Katarina, pav in jezuit). 
- La Slovénie (z  Georgesom Castellanom), Pariz, 1996.
- Petite histoire de le Slovénie, Pariz, 1996
- Slovarček osirotelih besed. Občina Lovrenc na Pohorju, 2014. (nedokončan niz avtobiografskih črtic)
- Cvetje bolečine /Fleurs de douleur, Ljubljana, 2016. (zbirka osebnoizpovednih pesmi v francoščini, odkritih po njeni smrti; s slov. prevodom)
- Francosko o Slovencih, slovensko o Francozih (zgodovina, slavistika, književnost), Slovenska matica, Ljubljana, 2018. (zbrane razprave in ocene, s kratko biografsko predstavitvijo in obsežno bibliografijo; ur. Marija Stanonik)

## Priznanja
Leta 2000 je prejela častni znak svobode Republike Slovenije z naslednjo utemeljitvijo: »za prispevek k prepoznavanju Slovenije, njene literature in jezika v Franciji ter zasluge pri ohranjanju narodne zavesti pri naših izseljencih«.